# خاکستر و الماس (فیلم)
خاکستر و الماس (لهستانی: Popiół i diament) فیلمی در ژانر درام به کارگردانی آندری وایدا است که در سال ۱۹۵۸ منتشر شد. این فیلم سومین قسمت از سه‌گانهٔ جنگ وایدا (دو قسمت قبلی فیلم یک نسل و فیلم کانال هستند) است.

## خلاصه داستان
درست در زمان آزادی لهستان از زیر سلطه نازی های اشغالگر، مشکلات تازه لهستان آغاز می شود. گروه های ناسیونالیست و کمونیست که در جنگ جهانی دوم کنار یکدیگر مقابل نازی ها مبارزه کردند، حالا روبه روی هم قرار می گیرند و...